# Campionato mondiale di hockey su ghiaccio - Seconda Divisione
Il Campionato mondiale di hockey su ghiaccio - Seconda Divisione è un evento sportivo a cadenza annuale organizzato dalla International Ice Hockey Federation. Tale campionato si disputa in due gironi all'italiana.
Le due squadre nazionali che terminano in ultima posizione i due gironi della Prima Divisione vengono retrocesse nella Seconda Divisione per il campionato mondiale successivo. Le due squadre di Seconda Divisione che vincono nei rispettivi gironi hanno il diritto di disputare l'anno successivo il Campionato di Prima Divisione, mentre le due squadre giunte ultime nei propri gironi vengono retrocesse in Terza Divisione.
Il Campionato mondiale di hockey su ghiaccio di Seconda Divisione si svolge nell'attuale formato dal 2001, quando le cinque squadre meno forti del Pool C e le sette del Pool D furono accorpate in un'unica Divisione. Dal 2012 fu modificato leggermente il regolamento, suddividendo la Divisione in due sottogruppi, A e B. La prima squadra del Gruppo A accede alla Prima Divisione - Gruppo B, mentre l'ultima retrocede in Seconda Divisione - Gruppo B. Nel Gruppo B invece retroce in Terza Divisione l'ultima classificata.

## Risultati
| Anno | Promozioni                                    | Promozioni                                    | Retrocessioni                                 | Retrocessioni                                 |
| Anno | I Divisione                                   | I Divisione                                   | III Divisione                                 | III Divisione                                 |
| ---- | --------------------------------------------- | --------------------------------------------- | --------------------------------------------- | --------------------------------------------- |
| 2001 | Corea del Sud                                 | Romania                                       | Nuova Zelanda                                 | Messico                                       |
| 2002 | Estonia                                       | Lituania                                      | Turchia                                       | Lussemburgo                                   |
| 2003 | Corea del Sud                                 | Belgio                                        | Messico                                       | Islanda                                       |
| 2004 | Cina                                          | Lituania                                      | Lussemburgo                                   | Sudafrica                                     |
| 2005 | Croazia                                       | Israele                                       | Turchia                                       | Islanda                                       |
| 2006 | Romania                                       | Cina                                          | Sudafrica                                     | Nuova Zelanda                                 |
| 2007 | Croazia                                       | Corea del Sud                                 | Turchia                                       | Corea del Nord                                |
| 2008 | Romania                                       | Australia                                     | Irlanda                                       | Nuova Zelanda                                 |
| 2009 | Serbia                                        | Corea del Sud                                 | Corea del Nord                                | Sudafrica                                     |
| 2010 | Spagna                                        | Estonia                                       | Turchia                                       | Israele                                       |
| 2011 | Australia                                     | Romania                                       | Corea del Nord                                | Irlanda                                       |
| Anno | I Divisione - Gr. B                           | II Divisione - Gr. A                          | II Divisione - Gr. B                          | III Divisione                                 |
| 2012 | Estonia                                       | Belgio                                        | Nuova Zelanda                                 | Sudafrica                                     |
| 2013 | Croazia                                       | Israele                                       | Spagna                                        | Bulgaria                                      |
| 2014 | Estonia                                       | Spagna                                        | Israele                                       | Turchia                                       |
| 2015 | Romania                                       | Cina                                          | Australia                                     | Sudafrica                                     |
| 2016 | Paesi Bassi                                   | Australia                                     | Cina                                          | Bulgaria                                      |
| 2017 | Romania                                       | Cina                                          | Spagna                                        | Turchia                                       |
| 2018 | Paesi Bassi                                   | Spagna                                        | Islanda                                       | Lussemburgo                                   |
| 2019 | Serbia                                        | Israele                                       | Belgio                                        | Corea del Nord                                |
| 2020 | Cancellato a causa della pandemia di COVID-19 | Cancellato a causa della pandemia di COVID-19 | Cancellato a causa della pandemia di COVID-19 | Cancellato a causa della pandemia di COVID-19 |
| 2021 | Cancellato a causa della pandemia di COVID-19 | Cancellato a causa della pandemia di COVID-19 | Cancellato a causa della pandemia di COVID-19 | Cancellato a causa della pandemia di COVID-19 |
| 2022 | Cina                                          | Islanda                                       | Israele                                       | Messico                                       |
| 2023 |                                               |                                               |                                               |                                               |

## Pool C

### Campioni 1961-2000
| Anno | Nazionale   |
| ---- | ----------- |
| 1961 | Romania     |
| 1963 | Austria     |
| 1966 | Italia      |
| 1967 | Giappone    |
| 1969 | Giappone    |
| 1970 | Austria     |
| 1971 | Romania     |
| 1972 | Austria     |
| 1973 | Norvegia    |
| 1974 | Svizzera    |
| 1975 | Norvegia    |
| 1976 | Austria     |
| 1977 | Italia      |
| 1978 | Paesi Bassi |
| 1979 | Jugoslavia  |
| 1981 | Austria     |
| 1982 | Giappone    |

| Anno | Nazionale   |
| ---- | ----------- |
| 1983 | Paesi Bassi |
| 1985 | Francia     |
| 1986 | Norvegia    |
| 1987 | Giappone    |
| 1989 | Paesi Bassi |
| 1990 | Jugoslavia  |
| 1991 | Danimarca   |
| 1992 | Regno Unito |
| 1993 | Lettonia    |
| 1994 | Slovacchia  |
| 1995 | Bielorussia |
| 1996 | Kazakistan  |
| 1997 | Ucraina     |
| 1998 | Ungheria    |
| 1999 | Paesi Bassi |
| 2000 | Ungheria    |